# Ганеша-пурана
«Гане́ша-пура́на» (санскр. गणेश पुराणम्, IAST: gaṇeśa purāṇam) — священный текст индуизма на санскрите, одна из Пуран, относимых к категории упа-пуран. Посвящена индуистскому богу Ганеше и включает в себя множество связанных с Ганешей легенд и ритуальных элементов. Наряду с «Мудгала-пураной», «Ганеша-пурана» является одним из основных священных текстов для последователей традиции ганапатья. «Ганеша-пурана» датируется учёными периодом с XII по XVI век. Авторство её приписывается последователям традиции ганапатья. «Ганеша-пурана» провозглашает бога Ганешу проявлением Сагуна-брахмана (Брахмана, имеющего атрибуты) и даёт свою интерпретацию пуранических историй, в которой подчёркивается особая роль Ганеши и объясняются его взаимоотношения с другими божествами. В «Ганеша-пуране» представлены различные способы поклонения ганапатьев, их основные верования и философские позиции.

## Структура
Ганеша-пурана состоит из двух частей (IAST: khaṇḍa):
1. Упасана-кханда (IAST: upāsanākhaṇḍa) — «Часть преданности» — состоит из 92 глав.
2. Крида-кханда (IAST: krīḍākhaṇḍa) — «Часть божественных игр» — состоит из 155 глав. Эту часть так же иногда называют Уттара-кханда (IAST: uttarakhaṇḍa)[2].

Глава 46 Упасана-кханды включает в себя текст гимна, являющегося основой для Ганеша-сахасранама-стотры, которую ежедневно читают в большинстве храмов не только посвящённых Ганеше, но и в храмах Шивы, Деви и в частной религиозной практике.

## Ганеша-гита
Главы 138—148 Крида-кханды составляют Ганеша-гиту — один из важных текстов традиции Ганапатья
Критический анализ Ганеша-Гиты, по мнению Кришнана, показывает, что порядка 90 % текста, с минимальными изменениями, взяты из Бхагавад-гиты, повторяет её же темы — Карма-йога, Бхакти-йога и Джняна-йога — и выводит Ганешу, как божество, которому посвящена пурана, на роль верховного божества. Текст также представляет собой беседу раджи Варенейи и Гаджананы, аватары Ганеши.

## Четыре аватары Ганеши
В Крида-кханде рассказывается о четырёх аватарах Ганеши, каждая из которых приходила в мир в различных югах — этот список полностью отличается от списка восьми аватар Ганеши, который находится в «Мудгала-пуране».
- Махатката Винаяка (IAST: mahotkaţa vināyaka). Он имеет десять рук и красный цвет лица. Его вахана — лев или слон (согласно разным источникам). Он родился в Крита-юге как сын Кашьяпы и Адити — отсюда его имя-эпитет Кашьяпах (IAST: kāśyapaḥ) — Потомок Кашьяпы[6]. В этой аватаре Ганеша воплотился ради убийства братьев-демонов Нарантаки (IAST: narāntaka) и Девантаки (IAST: devāntaka), а также демона Дхумракши (IAST: dhūṃrākşa).
- Маюрешвара (IAST: mayūreśvara). У него шесть рук и белый цвет лица. Его вахана — павлин. Он родился в Трета-юге и его родители — Шива и Парвати. Воплотился ради убийства демона Синдху. В конце воплощения он дарует своего павлина своему младшему брату Сканде, чьей ваханой сегодня павлин и является.
- Гаджанана (IAST: gajānana). У него шесть рук и красный цвет лица. Его вахана мышь (или крыса). Родился в Двапара-юге у Шивы и Парвати с целью убить демона Синдура (IAST: Sindūra — названого так из-за красно-розового цвета лица [см. Синдур]). Именно в этой воплощении Ганеша дарует радже Варанее знание Ганеша-гиты. Отличительной особенностью этой аватары является то, что именно в ней Ганеша говорит радже Варанее, что вся Вселенная и все боги создаются им, Гаджананной, и в конце творения все вернутся к нему, включая Брахму, Вишну и Махешвару (Шиву)[7].
- Дхумракету (IAST: dhūmraketu). Он серого цвета, как зола или дым (IAST: dhūmra) и у него две или четыре руки[8]. Его вахана — синий конь. Он должен прийти в конце Кали-юги ради убийства многочисленных демонов. Греймс отмечает[7], что существует параллель между этой аватарой Ганеши и десятой аватарой Вишну, который также должен прийти в конце Кали-юги, но на белом коне.